# Tudemarie
Tudemarie er en serie på tre bøger af Maria Andersen, skrevet i 1939. Historien var inspireret af Marie Andersens barndom og foregår i 1880'ernes København.
Serien følger pigen Marie, kaldet Tudemarie fordi hun har så let til tårer.
Bøgernes forsider i de oprindelige udgivelser er illustreret af Ingeborg Hyldahl.